# Szent Remigius
Szent Remigius vagy Remig (franciául: Saint Remi) (Cerny-en-Laonnois, 436/437 körül – Reims, 533. január 13.) reimsi püspök 459-től haláláig, Franciaország apostola.

## Élete
Már 22 évesen reimsi érsek lett. Megtérítette I. Klodvig frank királyt, akit 496 karácsonyán meg is keresztelt. A király felkenéséhez használt olaj a legenda szerint nem földi eredetű volt, hanem egy galamb hozta az égből Klodvig keresztelésére, sohasem fogyott el, és az ezzel felkent király kézrátétellel gyógyítani tudja a golyvás betegeket (ennek hagyományos szavai: „A király megérintett, Isten meggyógyított téged”). A frankok többsége egészen a 7. századig pogány maradt. (Az új vallás felvételével megerősödött a germán hódítók és a keresztény hitű meghódítottak kapcsolata, viszont Bernard Bachrach szerint ezzel gyengült Klodvig katonai pozíciója, mert a frank előkelők rossz szemmel nézték, hogy eltávolodik hitüktől.)
Franciaország déli részén megtérítette az ariánusokat, halálakor Franciaország már keresztény állam volt. Hetvennégy évig töltötte be a püspöki tisztséget. A frankok lakta területen megszervezte a keresztény missziót. Ő alapította a thérouanne-i, laoni és az arrasi püspökségeket.

## Emlékezete
Teste a reimsi bencések kolostortemplomában nyugszik, ahová 1409-ben temették el. Emléknapját Reimsben január 13-án, máshol október 1-jén tartják.